# Ягодное (Орловская область)
Ягодное — деревня в Колпнянском районе Орловской области. Входит в Крутовское сельское поселение.
Расположена вблизи границы с Курской областью в 20 км к западу от посёлка городского типа Колпны и в 98 км к юго-востоку от Орла.

## История
Деревня была густонаселенная, в ней жили однодворцы — дети боярские, в дальнейшем переименованные Петром I в государственных крестьян. Они владели там всей землей. В 1600-х годах нужно было защищать границы России от набегов монгол и особенно крымских татар. Тогда Екатерина направила туда казаков. Но порядку там не было, так как казаки были не образованы в военном уставе. Пришлось посылать туда детей дворян в высших и низших чинах. Чтобы они там оставались, им выдавалось пособие и земля. Но так как люди были служивые, то их могли переводить на другие земли и задания. Некоторые не хотели уходить с обработанной земли и оставались там на постоянное поселение.
В 1866 году в деревне было 85 дворов и проживало 287 человек. В 1926 году жило 414 человек. В 1949 году деревня насчитывала 124 двора.
Колпнянский район 27 сентября 1939 года был передан в новообразованную Орловскую область.

## Демография
| 2010 |
| ---- |
| 31   |

В 2000 г. 5 дворов и 20 человек.

## Экономика
Деревня Ягодное относилась к развитым промышленно-аграрным характеризуется производством зерна, сахарной свеклы, картофеля и скотоводческо-корово-свиноводческим направлением).

## Климат
Климат умеренно континентальный; средняя температура января −8,5 °C, средняя температура июля +18,5 °C. Годовое количество осадков 500—550 мм. Количество поступающей солнечная радиация составляет 91-92 ккал/см². По агроклиматическому районированию район относится к южному с коэффициентом увлажнения 1,2-1,3.